# Sulaiman Shikoh
Mirza Sulaiman Shikoh (in persiano سُلَیمان شِکوہ‎; Sultanpur, 15 marzo 1635 – Forte di Gwalior, 16 maggio 1662) è stato un principe indiano della dinastia Moghul. Era figlio del pretendente al trono Dara Shikoh, ma, come suo padre, fu catturato e giustiziato da suo zio, l'imperatore Aurangzeb.

## Biografia
Sulaiman Shikoh nacque il 15 marzo 1635 a Sultanpur, come primogenito di Dara Shikoh, figlio maggiore dell'imperatore Moghul Shah Jahan dalla sua consorte favorita Mumtaz Mahal, e di sua moglie, Nadira Banu Begum, la quale, come figlia di Parviz Mirza e Jahan Begum, aveva sangue reale Moghul da entrambi i lati. Aveva tre fratelli e tre sorelle minori.  
Nel 1642, suo padre fu designato come erede al trono, con Sulaiman come potenziale secondo in linea di successione. Tuttavia, nel 1658, il fratello minore di Shah Jahan, Aurangzeb, depose Shah Jahan e iniziò una guerra civile per il trono. Il 29 maggio 1658, Data Shikoh perse la decisiva battaglia di Samugarh e, alla fine, tentò la fuga attraverso il passo Bolan insieme alla moglie, che morì nella traversata, e ai due figli sopravvissuti, Sipihr Shikoh e Jahanzeb Begum, mentre Sulaiman si rifugiò a Srinagar, nel Garhwal. Tuttavia, l'anno dopo Dara Shikoh fu catturato e giustiziato. Mentre Aurangzeb risparmiò Sipihr, Sulaiman, in qualità di erede, rappresentava una minaccia.     
Aurangzeb incaricò quindi Raja Jai Singh di intercedere presso Prithvi Pat Shah, Raja di Garhwal, per ottenere la consegna di Sulaiman, ma ottenne ripetuti rifiuti. Quando poi Aurangzeb corruppe un ministro di Pat Shah perché avvelenasse Sulaiman e il complotto fu scoperto e il ministro decapitato, Pat Shah minacciò di ribellarsi ai Moghul. Tuttavia, l'esecuzione di un ministro indù per proteggere un principe straniero, nonché mussulmano, alimentò il risentimento contro il Raja. All'interno, i ribelli si riunirono intorno al figlio di Pat Shah, Medni Shah, mentre all'esterno la capitale fu posta sotto assedio da un esercito guidato da Ram Singh, figlio di Jai Singh. Sebbene Pat Shah continuasse a giurare che avrebbe protetto Sulaiman fino alla morte, il principe scelse di lasciare la città, tentando una fuga notturna con lo scopo di raggiungere il Tibet. Fu però tradito, catturato e consegnato a Medni Shah e RAM Singh. Sebbene alcune fonti suggeriscono che a tradire Sulaiman sia stato lo stesso Pat Shah, molte altre lo ritengono innocente. Suo figlio, per il suo tradimento, fu esiliato a Delhi, dove morì nel 1662.     
Il 5 gennaio 1661, Sulaiman fu condotto davanti ad Aurangzeb, in catene. I resoconti descrivono il principe come tanto dignitoso da commuovere chi lo vide, tanto che l'imperatore gli offrì salva la vita. Sulaiman rifiutò, dicendo che preferiva morire subito piuttosto che languire in prigione. Irritato, Aurangzeb decise invece di rinchiudere Sulaiman nel forte di Gwalior e destinarlo a una morte lenta e prolungata, facendolo avvelenare gradualmente con dosi sempre più elevate di oppio. Tuttavia, un anno e mezzo dopo Sulaiman era ancora vivo e in salute, così il 16 maggio 1662 Aurangzeb ordinò che venisse strangolato. Fu poi sepolto nel locale cimitero, nella zona destinata ai traditori, dove fu sepolto anche suo zio Murad Bakhsh.      

## Famiglia

### Consorti
Sulaiman Shikoh aveva diverse consorti, ma ne sono note solo due:
- Anup Kanwar, figlia di Amar Singh di Nagaur;
- Jiya Begum.

### Discendenza
Sulaiman Shikoh aveva almeno un figlio e due figlie:
- Salima Banu Begum. Sposò il principe Moghul Muhammad Akbar, da cui ebbe Neku Siyar, che fu pretendente al trono;
- Junaid Shikoh, morto infante;
- Fatima Banu Begum. Sposò Khwaja Bahauddin, figlio di Khwaja Parsa.